# Rue Senovážná
 (avril 2019).
La rue Senovážná  est une voie de Prague.

## Situation et accès
Cette rue du centre de Prague relie la place Senovážné à la rue Hybernská. Elle a une longueur d'environ 137 m. 

## Historique
Elle a été ouverte au XIVe siècle lors de la fondation de la Nouvelle Ville de Prague. Elle tient son nom du foin vendu autrefois sur la place Senovážné.

## Bâtiments remarquables et lieux de mémoire
La rue commence sur la place Senovážné et continue vers le nord-ouest. A droite, à gauche, la maison d'angle de l'ancienne Bourse d'échanges, qui fait maintenant partie de la Banque nationale tchèque (CNB). Un peu plus à droite on trouve le Boho Hotel Prague. La rue se termine au début de Hybernská (fin de Na Příkopě), près de la place de la République. Dans cette direction se trouve la maison U Hybernů.

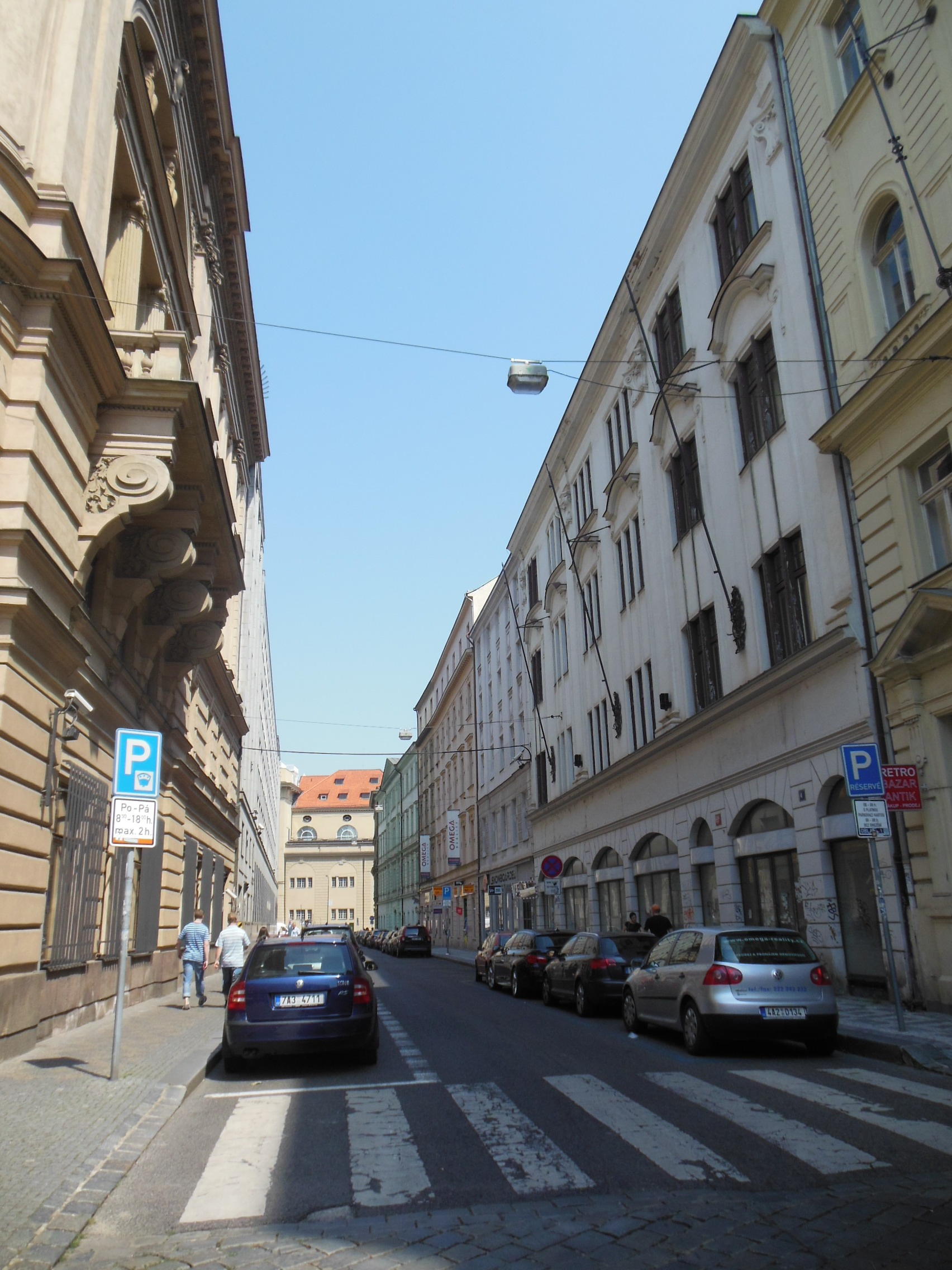
Vu de la place Senovážné
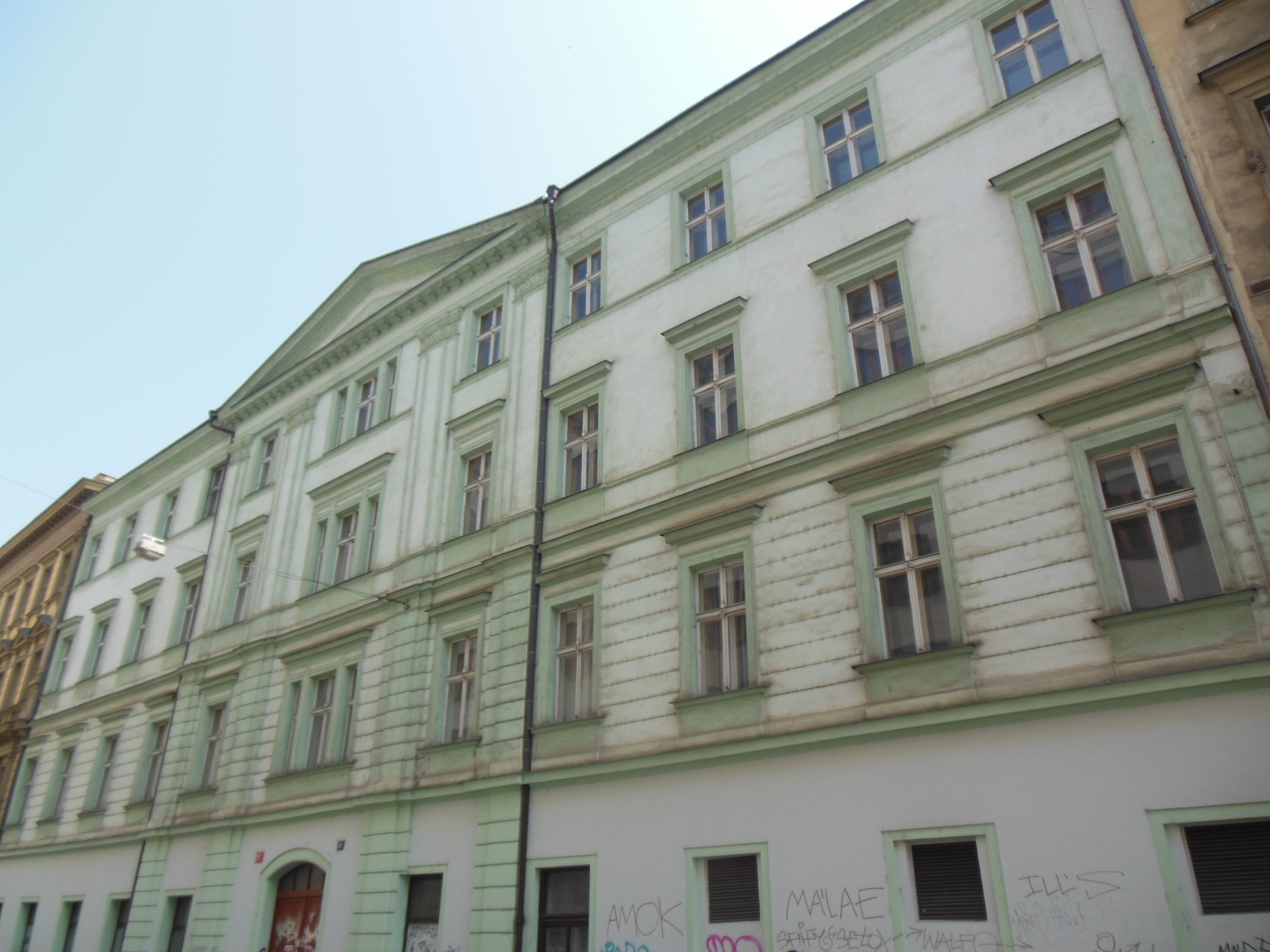
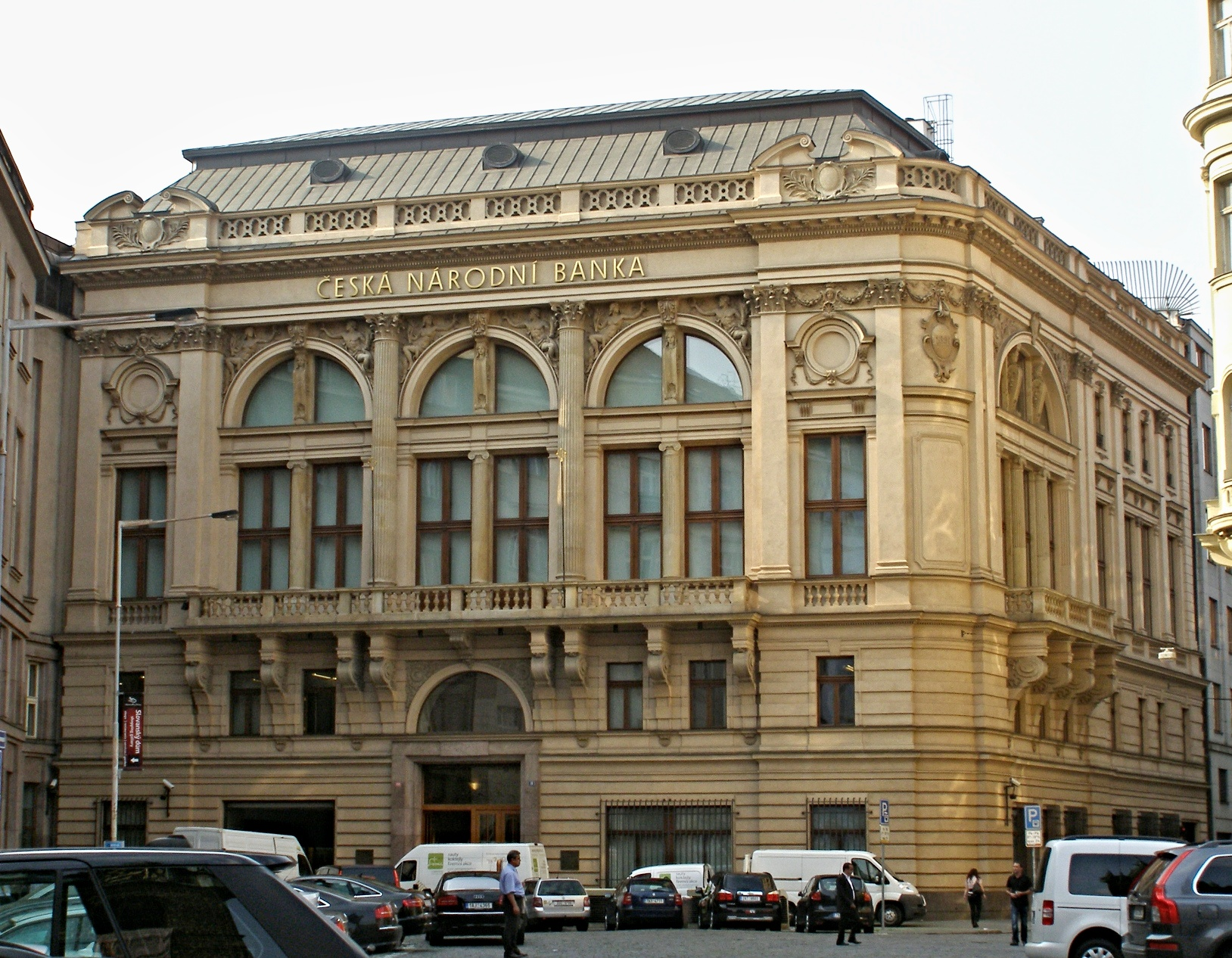
Bâtiment de l'ancienne Bourse d'échange, aujourd'hui occupé par la Banque nationale tchèque